# Jan Marinus Wiersma
Jan Marinus Wiersma (Groningen, 26 augustus 1951) is een Nederlands ex-politicus en publicist. Hij was namens de Partij van de Arbeid (PvdA) lid van het Europees Parlement.
Wiersma studeerde geschiedenis aan de Rijksuniversiteit Groningen. Sinds de verkiezingen van 1994-2009 is hij lid van het Europees Parlement. Van 1987 tot 1999 was hij internationaal secretaris van de PvdA, daarvoor (vanaf 1978) medewerker van de Tweede Kamerfractie. In het Europees Parlement houdt hij zich vooral bezig met internationale betrekkingen en het internationale veiligheidsbeleid. Hij speelde een belangrijke rol als rapporteur voor de toelating van Slowakije tot de Europese Unie.
Sinds 1999 was Wiersma een van de vicevoorzitters van de fractie van de Partij van de Europese Sociaaldemocraten (PES) in het Europarlement.

## Onderscheidingen
- Het Grote Gouden Ereteken voor Verdienste voor de Republiek Oostenrijk[1] (2007)
- In 2008 werd hij door de Oekraïense president Viktor Joesjtsjenko benoemd tot Ridder in de Orde van Verdienste in de Derde Klasse.[2]
- Ridder in de Orde van Oranje-Nassau (2009)[3]

## Publicaties
- Brussel - Warschau - Kiev: op zoek naar de grenzen van de Europese Unie, samen met Joost Lagendijk, 2001, 173 p., Balans - Amsterdam, ISBN 90-5018-565-7
- Spionage in het hoogste Echelon: het ware verhaal over Echelon en wereldwijd afluisteren, samen met Rob van de Water, 2001, 143 p., Podium - Amsterdam, ISBN 90-5759-284-3
- Na Mars komt Venus: een Europees antwoord op Bush, samen met Joost Lagendijk, 2004, 150 p., Balans - Amsterdam, ISBN 90-5018-715-3
- Sturen bij de Moslimburen: Hoe Europa de democratie kan bevorderen, samen met Joost Lagendijk, 2007, 151 p., Bakker - Amsterdam, ISBN 978-90-351-3197-2

- Gemeinsame Normdatei: 1137306491
- International Standard Name Identifier: 0000 0000 4514 6549
- Library of Congress Control Number: n2002110749
- Nederlandse Thesaurus van Auteursnamen: 072388919
- Parlement.com: vg09llzkpgtr
- Système universitaire de documentation: 145886727
- Virtual International Authority File: 1836250
- WorldCat: E39PBJhGX6xywTGVtrgjwqChHC